# Micromorfologia del suolo
La micromorfologia del suolo è un particolare settore della pedologia che si occupa principalmente dello studio del suolo in sezione sottile.
Va sottolineato che l'ambito delle discipline scientifiche entro le quali viene studiato il suolo è estremamente ampio e differenziato, al punto che gli studiosi di alcuni di questi settori alle volte hanno difficoltà a comprendere la terminologia utilizzata da altri. 
È questo, ad esempio, il caso delle definizioni utilizzate nell'ambito della micromorfologia del suolo.

## Descrizione

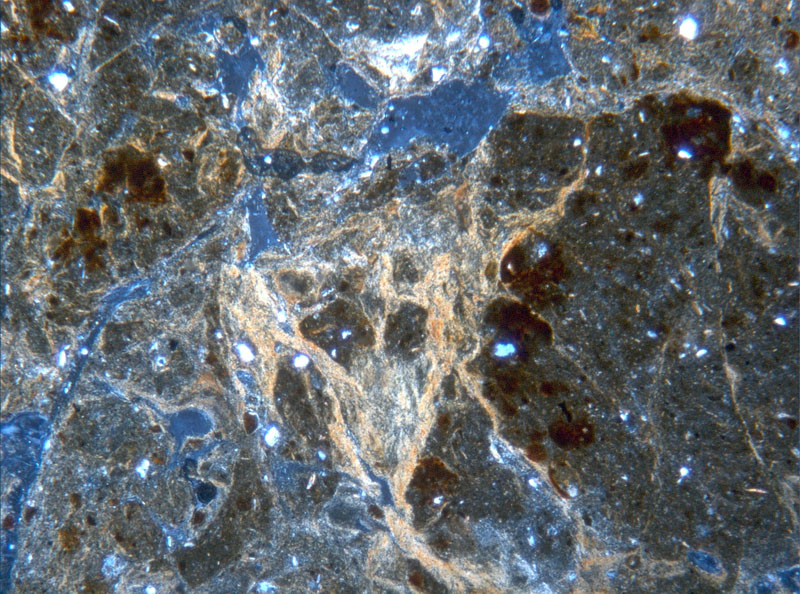
Microfotografia eseguita in Luce Polarizzata Circolare di un Vertisuolo. Larghezza del campo fotografato 1,7 cm. Foto F.Malucelli

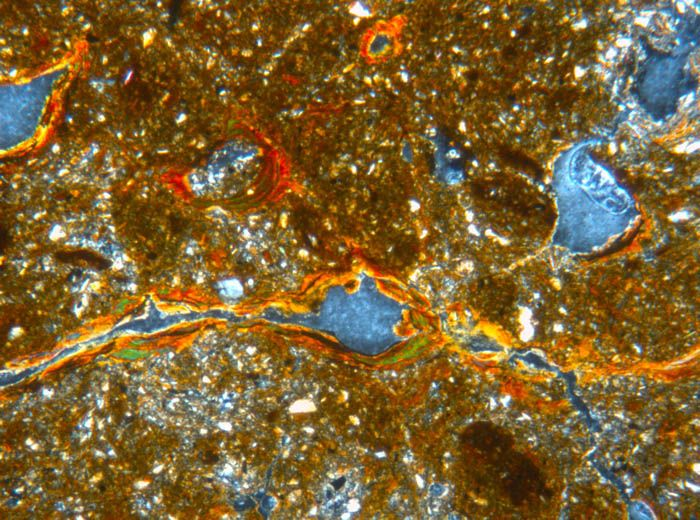
Pellicole di argilla in un Alfisuolo. Microfotografia eseguita in Luce Polarizzata Incrociata (Nicol Incrociati). Larghezza del campo fotografato 1 cm. Foto F.Malucelli

I primi studi di micromorfologia del suolo furono condotti allo scopo di indagare i processi di alterazione dei minerali e di formazione del suolo. Gli studi micromorfologici si sono evoluti sino ai nostri giorni, dove all'osservazione delle sezioni sottili con microscopio ottico, si sono aggiunte altre tecniche per l'osservazione del suolo ad elevato grado di dettaglio, quali le diverse tecniche di microscopia elettronica.
Attualmente le prospettive di utilizzazione della micromorfologia del suolo si sono ampliate ulteriormente, così come la gamma di strumenti e metodologie utilizzate; tra le nuove applicazioni vi sono quelle in campo agronomico, archeologico, paleoclimatologico, paleobotanico, ecc., aggiungendosi a quelle già consolidate, nell'ambito della geologia del Quaternario.
Lo stretto legame che si è venuto a creare tra gli studi della geologia del Quaternario e le discipline pedologiche, ha fatto sì che gli studiosi dei fenomeni naturali ed antropici verificatisi in questo periodo, abbiano la possibilità, avvalendosi della micromorfologia, di analizzare nel dettaglio il tipo e l'intensità dei processi di alterazione dei minerali ed i processi pedogenetici, la variazione nel tempo dei processi di sedimentazione o l'evidenza di azioni antropiche passate.
In alcuni casi, ad esempio è possibile giungere ad una datazione (relativa) di un suolo o alla stima della durata del ciclo pedogenetico, sulla base dello studio dettagliato delle concrezioni ferromanganesifere integrandolo con studi chimico-mineralogici; in altri casi ancora, grazie alla ricostruzione della vegetazione (studio di pollini, fitoliti, carboni) e della fauna edafica, è possibile ricostruire con buona precisione le caratteristiche climatiche del passato.
Parimenti alla crescita di interesse per la micromorfologia si sono notevolmente sviluppate sia le tecniche analitiche propriamente micromorfologiche, sia le tecniche ad esse affiancate. L'elenco delle tecniche di analisi è estremamente lungo e vario e va dall'utilizzo di metodiche mutuate dalla mineralogia, come la catodoluminescenza, a metodiche più “sofisticate” come le osservazioni effettuate su sezioni ultrasottili al microscopio elettronico a trasmissione (TEM). Alcuni dei metodi analitici associati alla micromorfologia stanno sviluppandosi largamente in questi ultimi tempi come ad esempio le varie tecniche di analisi di immagine, che consentono di quantificare in 2D e 3D la porosità di un suolo così come alcune fasi mineralogiche.
Attualmente la maggior parte delle descrizioni delle sezioni sottili vengono realizzate facendo riferimento a tre sistemi descrittivi principali: l'Handbook for Soil Thin Section Description, quello proposto da FitzPatrick in Soil Microscopy and Micromorphology ed il sistema proposto da Brewer in Fabric and mineral analysis of soils.